# Teatr cnót Stanisława Hozjusza
Teatr cnót Stanisława Hozjusza (łac. Theatrum virtutum ac meritorum D. Stanislai Hosii S.R.E. presb. card., maioris penitentiarii et episcopi Varmiensis) – cykl 105 rysunków Tomasza Tretera przedstawiających biografię Stanisława Hozjusza.
Zbiór grafik powstał około 1595–1600. Zawiera 105 rysunków piórkiem związanych z życiem Stanisława Hozjusza i dwie akwarele barwne z postaciami szlachty. Rękopis składa się ze 120 kart o wymiarach 21x15,5 cm. Na karcie pierwszej znajduje się dedykacja w formie wiersza łacińskiego, podpisana Ioannes Philipator Dambrovius decanus et canonicus Olomucensis. Na kartach 3–4 zawarty jest spis Iconum catalogus. Cykl rysunków otwiera portret Stanisława Hozjusza w medalionie z ozdobną ramą. Na kartach 6–19 znajdują się oprócz rysunków również ody na cześć Hozjusza. Rysunki stanowiły podstawę do miedziorytów wykonanych przez Tretera i publikowanych pod tytułem Theatrum virtutum ac meritorum D. Stanislai Hosii S.R.E. presb. Card., Maioris Poenit. et Episcopi Varniensis (Romae 1588).
Manuskrypt należał do Biblioteki Ordynacji Zamojskiej. W czasie II wojny światowej w 1944 został ewakuowany z Warszawy do Goerbitsch, skąd Rosjanie przewieźli go do Moskwy. Do Polski powrócił w 1947 i wraz z innymi zbiorami Biblioteki Ordynacji Zamojskiej trafił do Biblioteki Narodowej. Od 2024 dzieło jest prezentowane na wystawie stałej w Pałacu Rzeczypospolitej.